# Associazione per il disegno industriale
L'Associazione per il disegno industriale (in acronimo ADI) è un'associazione fondata nel 1956 a Milano, che riunisce, attorno al tema del design italiano ed internazionale, progettisti, imprese, giornalisti, critici, ricercatori, studenti e insegnanti, distributori.

## Contesto
Il suo scopo è quello di promuovere, valorizzare e quanto più difendere il design italiano ed internazionale, contribuendo ad attuare le più appropriate condizioni per la progettazione dei beni, processi e servizi.
Tramite numerosi dibattiti culturali, la fornitura di vari servizi presso enti associati e l'intervento presso le istituzioni, l'ADI affronta e promuove i temi principali del design, ovvero: progetto, produzione, distribuzione, consumo, riciclo, formazione.

### I presidenti dell'ADI
- Alberto Rosselli (1956-57)
- Giulio Castelli (1957-58)
- Livio Castiglioni (1959)
- Franco Albini (1960-61)
- Roberto Olivetti (1962-63)
- Aldo Bassetti (1964-66)
- Marco Zanuso (1966-69)
- Anna Castelli Ferrieri (1969-71)
- Rodolfo Bonetto (1972-73)
- Enzo Frateili (1974-76)
- Enzo Mari (1977-79)
- Rodolfo Bonetto II (1980-82)
- Giotto Stoppino (1983-85)
- Angelo Cortesi (1985-87)
- Pierluigi Molinari (1988-90)
- Angelo Cortesi (1991-92)
- Augusto Morello (1992-98)
- Giancarlo Iliprandi (1998-01)
- Carlo Forcolini (2001-08)
- Luisa Bocchietto (2008-14)
- Luciano Galimberti (2014-in carica)

## L'ADI oggi
Al giorno d'oggi è protagonista dello sviluppo del disegno industriale come fenomeno culturale ed economico. In Italia riunisce oltre 1200 soci, riuniti in 4 diversi Dipartimenti, 13 Delegazioni Territoriali, e specifiche Commissioni Tematiche, attivi sia con manifestazioni autonome nelle diverse sedi che con iniziative collettive della sede centrale di Milano. Organizza, attraverso il suo Osservatorio Permanente per il Design ADI, la selezione annuale del miglior design italiano, pubblicando ogni anno il volume ADI Design Index, che costituisce pre-selezione per il Premio Compasso d'Oro ADI che si celebra a cadenza triennale.
Contribuisce all'elaborazione di un quadro giuridico per il riconoscimento pubblico della professione di designer, attivandosi presso le Istituzioni e collaborando con le altre Associazioni del progetto (AIAP, AIPI, IDEA, ASD).  Ha al proprio interno promosso la creazione del Giuri del Design, che si avvale di giuristi, imprenditori, progettisti per dirimere questioni in materia di proprietà intellettuale. Promuove manifestazioni e mostre del design italiano in Italia e all'estero per valorizzare i protagonisti storici e contemporanei del settore. Fornisce assistenza per la realizzazione di Concorsi e Patrocini a iniziative che siano inerenti agli obiettivi dell'Associazione e dei suoi associati.
Il suo ruolo è stato rilevante nel tempo, anche a livello mondiale, essendo stata l'ADI membro fondatore dell'International Council of Societies of Industrial Design (ICSID, l'organismo delle associazioni di disegno industriale dei paesi del mondo), del Bureau of European Design Associations (BEDA, l'organismo che riunisce le associazioni professionali del disegno industriale nei paesi d'Europa) ed è attualmente membro dell'International Council of Graphic Design Associations (ICOGRADA, organismo internazionale che raccoglie le associazioni professionali dei grafici).

## Premio Compasso d'oro
Il premio Compasso d'oro è il più antico riconoscimento d'Europa nel settore del design, e la sua collezione storica raccoglie oggetti premiati e documentazione, promuovendo ricerche storiche e allestendo mostre di approfondimento.
L'ADI ha istituito nel 2001 la Fondazione ADI per valorizzare e tutelare il patrimonio rappresentato dalla Collezione Storica del Compasso d'Oro che raccoglie tutti i prodotti premiati e selezionati nell'ambito del prestigioso Premio, dal 1954 ad oggi. La Collezione è in continuo divenire per la progressiva integrazione dei nuovi vincitori.
Dal 2021, ADI ha inoltre aperto l'ADI Design Museum dedicato al Compasso d'oro.